# Fiat 611 (autoblindo)
La Fiat 611 è un'autoblindo prodotta in Italia dalla Fiat in collaborazione con l'Ansaldo per uso coloniale.

## Storia
Progettata dalla Ansaldo nel 1932 intorno all'autocarro Fiat 611 C (Coloniale), progenitore anche del Fiat Dovunque 33, venne adottata l'anno successivo dal Corpo guardie di pubblica sicurezza. Allo scoppio della guerra di Abissinia, fu requisita dal Regio Esercito ed inviata in Somalia con la sezione autonoma di autoblindo speciali, dove operò insieme alla più anziane Lancia 1Z ed ai carri veloci CV33. In questa prima prova del fuoco emersero le deficienze dovute all'elevato peso, alla bassa velocità e maneggevolezza su terreno vario. Fu impiegata poi in Africa Orientale Italiana durante la seconda guerra mondiale fino alla fine delle ostilità, con scarso successo vista la difficoltà di reperire parti di ricambio ed un'intrinseca obsolescenza del progetto.

## Tecnica
È basata sul telaio dell'autocarro Fiat 611 C, un telaio a 6 ruote con le 4 ruote posteriori gemellate motrici e le prime 2 singole, folli e direttrici. Le ruote di scorta sono poste in folle tra il primo ed il secondo assale, in modo da facilitare il superamento degli ostacoli. È caratterizzata dal doppio posto di guida, anteriore e posteriore, in modo da velocizzare il disimpegno in caso di imboscata.  Entrambe queste caratteristiche che saranno riprese sulle successive AB40/41. La blindatura è costituita da piastre d'acciaio di 15 mm di spessore. Il cofano di lamiera blindata con aperture protette da alette sul radiatore e sui fianchi, si raccorda posteriormente alla camera di combattimento. Questa presenta due finestre anteriori con portelli corazzati ad apertura variabile per il conduttore ed il meccanico-servente. Al vano di combattimento, munito di feritoie sui lati per il fuoco con le armi individuali, si accede da due porte laterali. Posteriormente sulla sinistra una finestra, anch'essa con portello blindato, è a disposizione del mitragliere-secondo conduttore per la guida contromarcia. Sulla destra, in postazione protetta, un'altra mitragliatrice per la copertura del settore posteriore. Due gonne blindate proteggono le ruote posteriori.
Furono prodotte due versioni della blindo che differivano unicamente per il tipo di torretta e la disposizione dell'armamento. Una versione era armata di 3 mitragliatrici Breda Mod. 5C da 6,5 mm, delle quali due installate in torretta su supporti snodati indipendenti ed una nello scafo "in fuga", sulla postazione protetta posteriore.
L'altra versione era armata con un cannone Vickers-Terni da 37/40 e una mitragliatrice Breda 5C, con direzioni di tiro opposte, nella torretta e una mitragliatrice Breda Mod. 5C installata posteriormente nello scafo. Questa versione si rivelò poco efficace poiché in attacco non poteva servirsi delle mitragliatrici.
L'armamento secondario era costituito dai fucili Mod. 91 TS dell'equipaggio, adoperabile dalle feritoie, e da una dotazione di 20 granate.
L'equipaggio era di 4-5 persone: capocarro e servente del cannone o mitragliere (a seconda della versione) in torretta, un conduttore anteriore affiancato da un servente-meccanico ed un conduttore-mitragliere posteriore che attivava anche le mitragliatrici "in fuga".

## Galleria d'immagini

Versione armata di cannone
Versione armata di due mitragliatrici
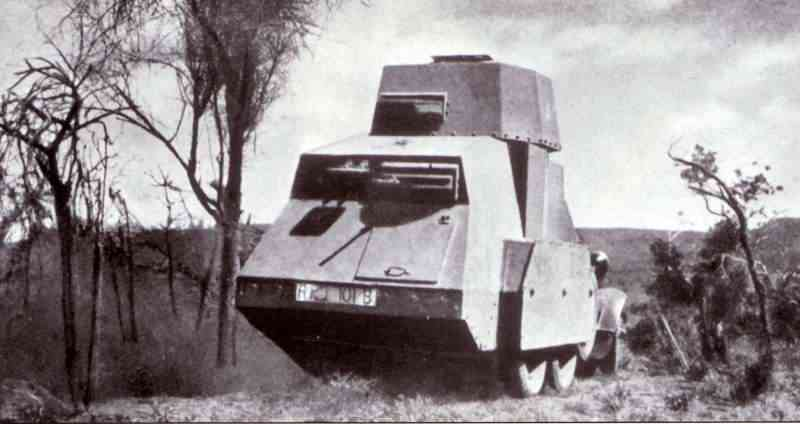
Posto guida posteriore e mitragliatrice "in fuga"